# 紅胸薄翅螢金花蟲
紅胸薄翅螢金花蟲（学名：Atysa collaris）为金花蟲科薄翅螢金花蟲屬下的一个种。